# Theodore Melyan
Theodore Melyan (Newark (New Jersey), 20 november 1917 – Scranton (Pennsylvania), 10 februari 2017) was een Amerikaans componist, muziekpedagoog en muzikant.

## Levensloop
Melyan studeerde muziek aan de Columbia-universiteit in New York en behaalde aldaar zijn Bachelor of Arts. Vervolgens studeerde hij aan de befaamde Eastman School of Music in Rochester en behaalde zijn Master of Music. Later was hij als muzikant in amusementsorkesten en als muziekpedagoog werkzaam. 
Hij schreef werken voor verschillende genres zoals voor harmonieorkest, jazz-ensemble, vokale muziek en kamermuziek.
Hij stierf in 2017 op 99-jarige leeftijd.

## Composities

### Werken voor harmonieorkest
- 1965 Gypsy Campfires, voor harmonieorkest
- 1966 DebonAire, voor trompet en harmonieorkest
- 1972 Free and Easy, voor harmonieorkest
- Cha-Cha for band

### Werken voor jazz-ensemble
- 1952 Jazz fugue
- 1978 Come in!

### Vocale muziek

#### Werken voor koor
- 1972 The First Nowell, voor driestemmig gemengd koor

#### Liederen
- 1936 Hold my arm lovely Lady, voor zangstem en ensemble
- 1981 Ember glow, voor zangstem en ensemble - tekst: William Acker
- 1982 Individuality, voor zangstem en ensemble - tekst: William Acker
- 1984 Mean casino blues, voor zangstem en ensemble
- 1984 Jack pot polka, voor zangstem en ensemble
- 1992 Bo Mid theme

### Werken voor piano
- 1952 Soliloquy
- 1966 Puppet patrol
- 1988 Free and easy